# 다시챌린지
다시챌린지는 코로나19 범유행 이후 '다함께 시작하는 재도전' 분위기를 조성하기 위해 서로의 '다시'를 응원하고 조금 더 빨리 코로나19 범유행을 극복하기 위해 시작된 대한민국의 대국민 캠페인이다.
2020년 6월부터 코로나19를 극복하고 이겨내고 있는 국민의 재도전을 응원하기 위해 자신만의 개성을 담은 '응원날개'를 다양한 형태(영상, 사진, 애니메이션, 노래 등)로 게시함으로써 참여한다.